# Chiesa dei Santi Filippo e Giacomo a Il Santo
La chiesa dei Santi Filippo e Giacomo a Il Santo è un edificio sacro che si trova in località Fattoria del Santo a Monticiano.
La Fattoria del Santo, costruita nel 1646, costituiva in origine una grancia dello Spedale di Santa Maria della Scala. Le origini della chiesa risalgono al XIV secolo. Oggi l'edificio presenta una semplice facciata a capanna con parato a pietroni irregolari, portale sormontato da un arco a tutto sesto e da un occhio, entrambi profilati in mattoni. L'interno, con soffitto a capriate, ha due altari; in quello laterale, in stucco bianco, è alloggiata una tela del XVII secolo con l'Arcangelo Gabriele che scaccia il demonio; sulla parete opposta si trova la pala con la Madonna col Bambino, angeli e i santi Giovanni Battista, Giacomo, Caterina da Siena, Bernardino e Francesco, attribuita a Giovanni Paolo Pisani.